# Savane du Sud-Ouest australien
Localisation
La savane du Sud-Ouest australien forme une écorégion définie par le fonds mondial pour la Nature (WWF) qui couvre une zone de plus de 175 000 km2 au  sud-ouest de l'Australie-Occidentale. Elle appartient à l'écozone australasienne et au biome des forêts, terres boisées et broussailles méditerranéennes.